# Großes Hypogeum von el-Wardian
Das Große Hypogeum el-Wardian (auch Katakomben von el-Wardian) ist die größte bekannte hellenistische Grabanlage in Alexandria. Die Anlage ist wahrscheinlich zwischen 80 und 30 v. Chr. errichtet worden und liegt westlich der antiken Stadt in einem Gebiet, das vorwiegend als Nekropole diente.
Die Anlage wurde schon von dem dänischen Reisenden Frederick Lewis Norden (1708–1742) beschrieben, der die Stadt 1737 oder 1738 besuchte. Die nächste Beschreibung stammt von Carsten Niebuhr, der ihr 1761 einen Besuch abstattete. Seit dieser Zeit galten die Katakomben als eine Hauptattraktion der Stadt, deren Lokalisierung jedoch im Laufe der Zeit vergessen wurde. Sie wurden erst 1952 von dem italienischen Archäologen Achille Adriani wiederentdeckt.
Die Anlage ist in den Fels gehauen und ist über 50 m lang und teilweise 30 m breit. Zentrum ist eine Halle mit zwölf Pfeilern um einen Hof. Die Halle ist etwa 15 × 15 m groß und stellt wahrscheinlich das Peristyl hellenistischer Wohnhäuser nach. An dieser Halle finden sich zu beiden Seiten kleinere Hallen mit Gräbern, im hinteren Teil weitere Hallen und ein Kuppelsaal. Von der einstigen Dekoration der Anlage ist heute so gut wie nichts mehr erhalten. Auch gibt es keine Reste der originalen Bestattungen. Die Wände sind teilweise mit Graffiti bedeckt, darunter eines von Josef Wenzel Radetzky von Radetz, das auf den 19. Juli 1855 datiert ist.